# Осия (Пата Туктук)
Епи́скоп Оси́я (греч. Επίσκοπος Όσιος, в миру Дие́го Пата́ Ту́ктук, исп. Diego Patá Tuctuc, служил священником с иноческим именем Еванге́л; род. 24 марта 1979, Гватемала) — архиерей Константинопольской православной церкви, епископ Сасимский (с 2024), викарий Мексиканской митрополии.

## Биография
Родился 24 марта 1979 года в Гватемале.
Был одним из пяти гватемальских священнослужителей, пришедших в православие под влиянием священником Андреса Гирона, бывшего католического священника, который в 2010 году обратил в православие более 100 общин. После кончины Андреса в 2014 году эти священнослужители работали сообща, чтобы продолжить его служение десяткам тысяч гватемальских верующих, большинство из которых являются представителями народа майя.
29 августа 2024 года Священным синодом Константинопольского патриархата был избран для рукоположения в сан епископа Сасимского.
13 октября 2024 года перед Благовещенским храмом Богословской школы и образовательном центре святых Петра и Павла в горах близ Уэуэтенанго был хиротонисан во епископа Сасимского, викария Мексиканской митрополии. При хиротонии получил новое имя Осия. Хиротонию совершили: митрополит Мексиканский Иаков (Андриопулос), епископ Миринский Афинагор (Перес Гальвис) и епископ Ассоский Тимофей (Торрес Эскивель).